# Prezidentské primárky Strany zelených v USA 2024
Prezidentské primárky a volební shromáždění Strany zelených v roce 2024 byly sérií volebních klání, jejichž cílem bylo zvolit delegáty Národního sjezdu zelených v roce 2024, kteří vyberou prezidentského kandidáta Strany zelených v prezidentských volbách v roce 2024. Ve dnech 15. až 18. srpna 2024 se konal Národní sjezd Strany zelených 2024, kde nominaci do voleb získala lékařka Jill Steinová, která si jako svého spolukandidáta zvolila akademika Butche Wareho.

## Pozadí

### Strana
Strana zelených Spojených států vznikla jako politické hnutí v 80. letech 20. století, které se soustředilo na ekologii. Strana propaguje zelenou politiku, konkrétně environmentalismus, demokracii zdola, protiválečný a protirasistický postoj a obecně je považována za levicovou. Členové strany obecně podporují politiky, jako je Medicare for All, bezplatné studium, Green New Deal, odškodnění za otroctví a práva LGBTQ+. V roce 2022 měla Strana zelených 135 menších volených funkcí.

### Historie prezidentských voleb
Strana zelených nominovala své kandidáty a kandidátky na prezidentský úřas v každých volbách od roku 1996. V letech 1996 a 2000 byl kandidátem strany zastánce spotřebitelů Ralph Nader. V roce 2004 byl nominován politický aktivista David Cobb, v roce 2008 kongresmanka Cynthia McKinneyová, v letech 2012 a 2016 aktivistka Jill Stein a v roce 2020 kandidoval na prezidenta Howie Hawkins. Naderových 2,7 % v roce 2000 zůstává největším procentem hlasů, které kdy získal jakýkoli kandidát Strany zelených, a žádný kandidát třetí strany na prezidenta nezískal ve Sboru volitelů žádný stát od roku 1968.

## Kandidáti
K listopadu 2023 podalo Federální volební komisi přihlášku nejméně 12 kandidátů, kteří se chtějí ucházet o nominaci Strany zelených v roce 2024.V předchozích cyklech se většina těchto kandidátů neobjevila na žádném volebním lístku, neshromáždila peníze ani se jinak nepokusila formálně vést kampaň.
Národní sjezd Zelených 2024 se konal 15. až 18. srpna 2024. Od června 2024 má Steinová přístup k volebním urnám jak na kandidátkách Strany zelených, tak na kandidátkách nezávislých v nejméně 22 státech s celkovým počtem 273 volitelů. Dne 16. srpna si Steinová vybrala jako spolukandidáta akademika Rudolpha „Butche“ Wareho.

### Nominanti
| Nominanti Strany zelených            |                                  |
| Jill Steinová                        | Butch Ware                       |
| na prezidentku                       | na viceprezidenta                |
|                                      |                                  |
| Lékařka z Lexingtonu v Massachusetts | akademik a historik z Kalifornie |
| Kampaň                               |                                  |

### Ohlášení hlavní kandidáti
Tato sekce zahrnuje kandidáty, o kterých se výrazně psalo v médiích nebo kteří zastávali významnou veřejnou nebo stranickou funkci.
| Jméno           | Datum a místo narození                     | Zkušenosti                                                                                 | Domovský stát    | Zahájení kampaně  | Kampaň | Počet delegátů | Poznámky             |
| --------------- | ------------------------------------------ | ------------------------------------------------------------------------------------------ | ---------------- | ----------------- | ------ | -------------- | -------------------- |
| Jill Stein      | 14. května 1950 (73 let) Chicago, Illinois | Lékařka a aktivistka Kandidátka v prezidentských volbách 2012 a 2016                       | Massachusetts    | 9. listopadu 2023 | Kampaň | 228/420        | [ 4 ] [ 5 ]          |
| Jasmine Sherman | 17. srpna 1985 (38 let) Queens, New York   | Výkonná ředitelka neziskové organizace Greater Charlotte Rise                              | Severní Karolína | 18. února 2022    |        | 10/420         | [ 6 ] [ 7 ] [ 8 ]    |
| Jorge Zavala    | neznámé                                    | Podnikatel                                                                                 | Kalifornie       | 13. října 2023    |        | 0/420          | [ 7 ] [ 9 ]          |
| Randy Toler     | 1956 (66–67 let) Illinois                  | Spoluzakladatel Strany zelených Spolupředseda floridské Strany zelených Mnoholetý kandidát | Florida          | 3. srpen 2021     |        |                | [ 10 ] [ 11 ] [ 12 ] |

### Odstoupili od kandidatury
| Jméno              | Datum a místo narození                       | Zkušenosti                             | Domovský stát | Zahájení kampaně                      | Ukončení kampaně                         | Kampaň | Poznámky                    |
| ------------------ | -------------------------------------------- | -------------------------------------- | ------------- | ------------------------------------- | ---------------------------------------- | ------ | --------------------------- |
| Emanuel Pastereich | 16. října 1964 (59 let) Nashville, Tennessee | Prezident Asijského institutu Akademik | Massachusetts | 11. září 2023                         | 28. září 2023                            |        | [ 13 ] [ 14 ] [ 15 ]        |
| Cornel West        | 2. června 1953 (70 let) Tulsa, Oklahoma      | Akademik a aktivista                   | Kalifornie    | 14. června 2023 (pro Stranu zelených) | 5. října 2023 (kandiduje jako nezávislý) | Kampaň | [ 16 ] [ 17 ] [ 18 ] [ 19 ] |

### Odmítnutí kandidatury
Od listopadu 2023 byly předmětem spekulací o možné kandidatuře následující významné osobnosti, které však veřejně popřely zájem kandidovat za Stranu zelených.
- Howie Hawkins, spoluzakladatel strany a kandidát Zelených/Socialistů na prezidenta v roce 2020